# Нижний Черек
Ни́жний Чере́к (кабард.-черк. Ишхъэрэ Къуэжьыкъуей) — село в Урванском районе Кабардино-Балкарской Республики.
Образует муниципальное образование «сельское поселение Нижний Черек», как единственный населённый пункт в его составе.

## География
Селение расположено в северо-восточной части Урванского района, на правом берегу реки Черек. Находится в 8 км к востоку от районного центра — Нарткала и в 27 км к северо-востоку от города Нальчик.
Площадь территории сельского поселения составляет — 41,52 км2. Из них сельскохозяйственные угодья занимают — 29,12 км2 (70,2%).
Граничит с землями населённых пунктов: Старый Черек на юге, Кахун и Псынабо на западе, станицей Котляревская на северо-востоке и Аргудан на юго-востоке.
Населённый пункт расположен на наклонной Кабардинской равнине, в предгорной зоне республики. Рельеф местности представляет собой предгорные волнистые равнины, с бугристыми и курганными возвышенностями. Селение раскинулось на возвышенности Черекского кряжа, тянущегося вдоль правого берега реки Черек и снижающегося в районе села. Средние высоты составляют около 300 метров над уровнем моря.
Гидрографическая сеть представлена в основном рекой Черек. К югу от села в него впадают правые притоки — Чиекопс и Чёрная. Имеются многочисленные выходы родниковых вод, обусловленные близким залеганием грунтовых вод к поверхности земли. Уровень обеспечения водой очень высокая. В долине реки Черек имеется урочище «Псынэпс», где расположены крупнейшие родниковые источники на территории сельского поселения. Также на территории поселения расположены несколько искусственных водоёмов.
Климат влажный умеренный, с тёплым летом и прохладной зимой. Амплитуда температуры воздуха колеблется от средних +22,5°С в июле, до средних −2,5°С в январе. Среднегодовая температура воздуха составляет +10,0°С. Среднегодовое количество осадков составляет около 680 мм. Основные ветры — северо-западная и восточная. Из-за расположение села на возвышенной части долины реки Черек, весной и осенью часты густые туманы.

## История
Точная дата основания села неизвестна. Однако, имеющиеся сведения говорят о наличии поселения уже в XVII веке.
Поселение было основано кабардинскими вуорками (дворянами) из рода Кожоковых, и как современные сёла Аргудан и Жемтала входили в их родовые владения. В честь своих основателей, село изначально и называлось Нижнее Кожоково (кабард.-черк. Ишхъэрэ Къуэжьыкъуей).
В 1920 году с окончательным установлением советской власти в Кабарде, решением ревкома Нальчикского округа, Нижнее Кожоково как и все другие кабардинские поселения было переименовано, из-за присутствия в их названиях княжеских и дворянских фамилий. В результате село получило своё новое название — Нижний Черек. Однако, старое название села продолжают использовать в бытовой речи и в кабардинской литературе.
Сельский Народный Совет при селе Нижнее Кожоково был образован в 1920 году, и в том же году он был переименован в Нижнечерекский.
В 1923 году была закрыта сельская школа-медресе и вместо него открыта первая светская школа.
В 1991 году Нижнечерекский сельсовет был реорганизован и преобразован в Нижнечерекскую сельскую администрацию. В 2005 году Нижнечеркеская сельская администрация была преобразована в муниципальное образование, со статусом сельского поселения.

## Население
| 2002  | 2010  | 2012  | 2013  | 2014  | 2015  | 2016  |
| ----- | ----- | ----- | ----- | ----- | ----- | ----- |
| 3008  | ↘2999 | ↗3038 | ↗3076 | ↗3115 | ↗3154 | ↗3186 |
| 2017  | 2018  | 2019  | 2020  | 2021  | 2023  | 2024  |
| ↗3207 | ↗3247 | ↗3289 | ↗3301 | ↘3064 | →3064 | ↗3073 |
| 2025  |       |       |       |       |       |       |
| ↗3089 |       |       |       |       |       |       |

Плотность — 74.4 чел./км2.
Национальный состав
По данным Всероссийской переписи населения 2010 года:
| Народ      | Численность, чел. | Доля от всего населения, % |
| ---------- | ----------------- | -------------------------- |
| кабардинцы | 2 977             | 99,3 %                     |
| другие     | 22                | 0,7 %                      |
| всего      | 2 999             | 100 %                      |

По данным Всероссийской переписи 2021 года:
| Народ               | Численность, чел. | Доля от всего населения, % |
| ------------------- | ----------------- | -------------------------- |
| кабардинцы          | 2 951             | 96,31 %                    |
| черкесы             | 61                | 1,99 %                     |
| другие / не указано | 52                | 1,69 %                     |
| всего               | 3 064             | 100,0 %                    |

Поло-возрастной состав
По данным Всероссийской переписи населения 2010 года:
| Возраст     | Мужчины, чел. | Женщины, чел. | Общая численность, чел. | Доля от всего населения, % |
| ----------- | ------------- | ------------- | ----------------------- | -------------------------- |
| 0 — 14 лет  | 340           | 320           | 660                     | 22,0 %                     |
| 15 — 59 лет | 1 022         | 994           | 2 016                   | 67,2 %                     |
| от 60 лет   | 118           | 205           | 323                     | 10,8 %                     |
| Всего       | 1 480         | 1 519         | 2 999                   | 100 %                      |

Мужчины — 1 480 чел. (49,3 %). Женщины — 1 519 чел. (50,7 %).
Средний возраст населения — 32,2 лет. Медианный возраст населения — 29,0 лет.
Средний возраст мужчин — 31,0 лет. Медианный возраст мужчин — 28,4 лет.
Средний возраст женщин — 33,3 лет. Медианный возраст женщин — 29,7 лет.

## Местное самоуправление
Администрации сельского поселения Нижний Черек — село Нижний Черек, ул. Ленина, 73.
Структуру органов местного самоуправления сельского поселения составляют:
- Исполнительно-распорядительный орган — Местная администрация сельского поселения Нижний Черек. Состоит из 5 человек.
  - Глава администрации сельского поселения — Битов Мурат Хачимович.
- Представительный орган — Совет местного самоуправления сельского поселения Нижний Черек. Состоит из 14 депутатов, избираемых на 5 лет.
  - Председатель Совета местного самоуправления сельского поселения — Темроков Жиляби Амерханович.

## Образование
- Средняя общеобразовательная школа № 1 — ул. Ленина, 69.[21]
- Начальная школа Детский сад «Сосруко» — ул. Ленина, 81.

## Здравоохранение
- Участковая больница — ул. Ленина, 80.

## Культура
- Дом культуры
- Спортивно-оздоровительный комплекс

Общественно-политические организации:
- Адыгэ Хасэ
- Совет ветеранов труда и войны

## Ислам
- Сельская мечеть — ул. Ленина, 73А.

## Экономика
Основу экономики села составляет сельское хозяйство. В основном развито арендное и частное ведение сельского хозяйства. Наиболее развитые отрасли хозяйства разведение технических, злаковых и бахчевых культур. Важную роль занимает садоводство.

## Улицы
На территории села зарегистрировано 8 улиц:
| Кагазежева |
| Ленина     |
| Мира       |

| Молодёжная |
| Саральпова |
| Степная    |

| Третья     |
| Шекихачева |

## Известные уроженцы
Родившиеся в Нижнем Череке:
- Хужоков Жанхот Дзаович — советский государственный деятель. Председатель Кабардинской АССР в послевоенные годы.